# 陳妍安
陳妍安，又名江柔，國立臺北藝術大學戲劇系畢業，
臺灣女演員，隸屬鳳凰藝能。曾拍攝高露潔、麥當勞、康健人壽、光泉鮮乳等多則知名廣告，因演出民視八點檔《嫁妝》的反派施美蓮受到矚目。其本人自述曾參與舞台劇、八點檔、偶像劇、戲說台灣、第一劇場、學生作品、廣告、大愛的戲劇、公視的戲劇等演出。2019年參加舞力全開小巨蛋特別企劃。

## 作品

### 戲劇
據慈濟傳播人文志業基金會文章，陳妍安（陳宥綺）曾演出大愛劇場《無處不在》、《金山與麗嬌》、《好願年年》、《幸福的滋味》、《走過好味道》等戲劇，據大愛迷你劇場網站，她也曾出演又見春風化雨。
據公共電視官網，陳妍安曾擔任寫字魔法的主要演員及在阿惜姨中飾演春子。
據國家電影及視聽文化中心發布的台灣電影年鑑(2010年)，陳妍安曾在2009年演出電影天使的歌聲。
據陳妍安本人臉書貼文，2011年曾貼文表示自己參與台視戲劇獅子的女兒的演出，飾演李氏企業的公關主任陳海華，2015年曾貼文表示自己參與莒光園地單元劇《愛.無限》的演出，2018年針對類戲劇發表看法時提及曾參與戲說台灣演出，2019年曾貼文表示自己2014年客串演出民視《龍飛鳳舞》的ㄚ環角色阿蕊。
據2018年聯合報報導，陳妍安曾在嫁妝中飾演壞人施美蓮，在實習醫師鬥格飾演王燦的姊姊。
據2021年民視新聞，陳妍安曾演出黃金歲月的飯店千金，在大時代飾演個性善妒的如貞，曾參與第一劇場的表演。
據台視官方頻道2022年發布的節目片段影片，陳妍安曾參與一個屋簷下的演出。
據民視官方頻道2019年發布的完整戲劇影片，陳妍安曾出演紅色女人花第19集的糖果阿姨單元，2023年發布的角色導讀影片，陳妍安曾演出戲劇愛的榮耀的角色李玫娟。
據社群平台Facebook國際橋牌社官方帳號在2023年發布的資訊，陳妍安參與演出《國際橋牌社》外傳《和平歸來》的角色博愛醫院病患家屬林麗娟。

### 書籍
在《我不笨，我是盧蘇偉》（有聲書）中，陳妍安擔任聲優志工。

## 外部連結
- 陳妍安的Facebook專頁
- 鳳凰藝能－陳妍安 （页面存档备份，存于）
- 陳妍安演藝大時代 （页面存档备份，存于）
- 陳妍安17直播連結